# Ólafur Ragnar Grímsson
Ólafur Ragnar Grímsson (/ˈou:lavʏr ˈraknar ˈkrimsɔn/) (Ísafjörður, 14 de maio de 1943) é um político islandês, foi presidente da República da Islândia de 1996 até 2016.
Ocupou o cargo desde 1996 . Foi reeleito em 2000, 2004, 2008 e novamente, em 2012. Deixou o cargo em 1 de agosto de 2016.